# یواس‌اس هزلتون (اس‌پی-۱۷۷۰)
یواس‌اس هزلتون (اس‌پی-۱۷۷۰) (به انگلیسی: USS Hazleton (SP-1770)) یک کشتی بود که طول آن ۴۰ فوت (۱۲ متر) بود. این کشتی در سال ۱۹۱۷ ساخته شد.